# Érico Veríssimo
Erico Lopes Verissimo (Cruz Alta, 17 de dezembro de 1905 — Porto Alegre, 28 de novembro de 1975) foi um escritor brasileiro. Com uma prosa simples e de fácil leitura, tornou-se um dos escritores mais populares da literatura brasileira.
Em 1932, publicou seu primeiro livro, Fantoches, e em 1938 obteve sucesso com o romance Olhai os Lírios do Campo, que lhe deu projeção nacional como escritor. "Posso afirmar que só depois do aparecimento de 'Olhai os Lírios do Campo' é que pude fazer profissão da literatura". Seu trabalho mais conhecido, todavia, é a trilogia O Tempo e o Vento, publicada entre 1949 e 1962. Trata-se de um romance histórico que se situa em diversos momentos da história do Rio Grande do Sul. Embora não possuísse diploma de curso superior, Verissimo lecionou literatura brasileira nos Estados Unidos e foi diretor de revistas. Em 1971, lançou Incidente em Antares, uma obra crítica ao regime militar brasileiro.
Na periodização literária, Verissimo pode ser enquadrado na segunda fase do modernismo no Brasil, caracterizado pelos romances regionalistas. Verissimo retratou em suas obras aspectos sociais, políticos e históricos do Rio Grande do Sul. Seus romances são marcados pela abordagem realista dos personagens e da sociedade, explorando temáticas como as desigualdades sociais, as relações familiares, o contexto político e as transformações históricas. Um dos principais aspectos de sua escrita é a capacidade de retratar a psicologia dos personagens, explorando suas motivações, dilemas e conflitos internos. Além disso, Verissimo demonstra sensibilidade ao retratar o cotidiano, a vida simples e os dramas humanos.
Verissimo também escreveu obras em outros gêneros, como ficção didática (Viagem à Aurora do Mundo), literatura infantil (Os Três Porquinhos Pobres) e uma autobiografia (Solo de Clarineta).

## Biografia

### Família e origem

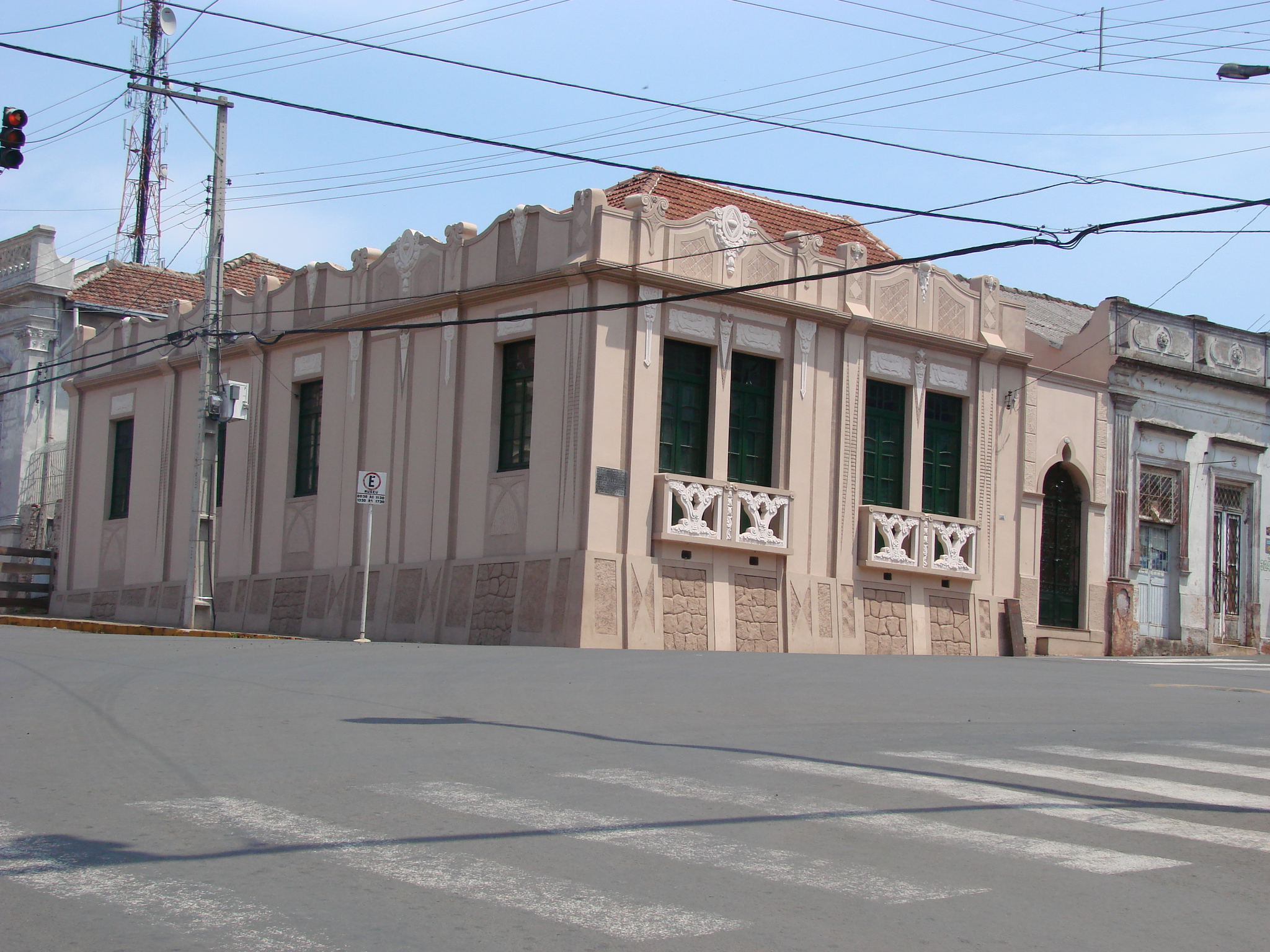
Casa em que Erico Verissimo nasceu, na cidade de Cruz Alta. Hoje abriga um museu da Fundação Erico Verissimo.

Erico Verissimo possui ascendência portuguesa tanto de parte do pai como da mãe. Seu avô por parte de pai, o Dr. Franklin Verissimo, possuía em Cruz Alta um Sobrado (escrito com S maiúsculo pelo escritor) que teve grande importância na vida de Erico e sua família, sendo chamado de "a sede do clã dos Verissimo".
Sebastião Verissimo, filho de Franklin, quando se casou com Abegahy, filha de um rico estancieiro que fora à falência, recebeu do pai uma casa e uma farmácia, uma ao lado da outra, no mesmo quarteirão do Sobrado. Foi nessa casa que nasceu Erico, e que hoje abriga um museu em homenagem ao escritor.p. 24
Erico cresceu em um ambiente em que certamente não faltava cultura. Seu pai possuía uma ampla biblioteca que, segundo estimativa do filho, contava dois mil volumes. Sebastião também era apreciador de música clássica, e a família possuía um gramofone e discos. Erico teve um único irmão de sangue, Ênio, nascido dois anos e meio depois do primogênito (1907), e uma irmã adotiva, Maria.
O lado materno da família, também de origem portuguesa, era composto de mulheres descritas como enérgicas.
Creio que nesse lado [materno] da minha família as mulheres eram mais enérgicas e moralmente corajosas que os homens. Isso talvez explique a presença em meus romances de personagens femininas de caráter forte, como Olívia, Fernanda, Bibiana, Maria Valéria e principalmente Ana Terra.— Solo de Clarineta, vol I. p. 32

### Infância e juventude

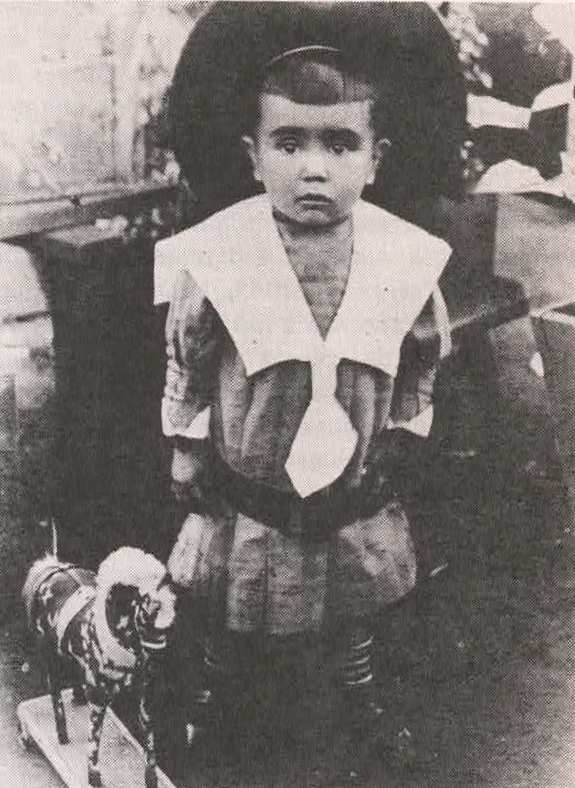
Erico em torno dos três anos. O romancista descreve a si mesmo como uma criança de perfil melancólico, que vivia mais no mundo da imaginação do que no da realidade:^{p.36}"Menino um tanto apático, cara e olhos duma melancolia de bugre."^{p.36}

Quando tinha quatro anos de idade, Erico ficou gravemente doente e, após ser levado a vários médicos, foi finalmente diagnosticado com meningite complicada com broncopneumonia pelo médico Olinto de Oliveira, cujo tratamento salvou sua vida. Durante sua infância, estudou no Colégio Venâncio Aires, em Cruz Alta, onde foi um aluno comportado e quieto, frequentava o cinema e observava o pai trabalhando. Por volta de 1914, com quase dez anos, Erico criou uma "revista", Caricatura, na qual fazia desenhos e escrevia pequenas notas.
Aos treze anos, Erico já lia autores nacionais, como Aluísio Azevedo e Joaquim Manuel de Macedo, e estrangeiros, como Walter Scott, Émile Zola e Fiódor Dostoiévski. Em 1920, foi matriculado no extinto Colégio Cruzeiro do Sul (hoje Colégio IPA), um internato de orientação protestante de Porto Alegre, deixando sua namorada Vânia em Cruz Alta. No novo colégio, Verissimo foi por muito tempo o primeiro aluno de sua turma, embora tivesse aversão à matemática. Em seu último ano letivo, o jovem Erico chegou a sofrer de claustrofobia e de pesadelos. Em dezembro de 1922, terminados os estudos do filho, seus pais se separaram; as diferenças do casal eram notáveis: Sebastião era um homem gastador e mulherengo e dona Bega, uma mulher econômica e reclusa. Erico, sua mãe e seus irmãos passaram então a morar na casa dos avós maternos. Endividado, o pai perdeu a propriedade da farmácia. No ano seguinte, Erico empregou-se como balconista no armazém do tio Américo Lopes e, depois, no Banco Nacional do Comércio. Durante esse tempo, transcrevia obras de Euclides da Cunha e de Machado de Assis, dentre outros escritores, e tomou gosto pela música lírica. Também aprofundou mais ainda a leitura de escritores nacionais e estrangeiros. Em 1924, para que o irmão Ênio pudesse frequentar o ginásio, a família mudou-se para a capital gaúcha, mas, após um ano de extremas dificuldades financeiras, retornou a Cruz Alta. Em 1926, Erico se tornou sócio da Farmácia Central, junto com um amigo de seu pai, mas o novo empreendimento faliu em 1930, deixando uma dívida que só conseguiria liquidar dezessete anos depois. Além de farmacêutico, Erico também trabalhou como professor de literatura e língua inglesa à época.[carece de fontes?]

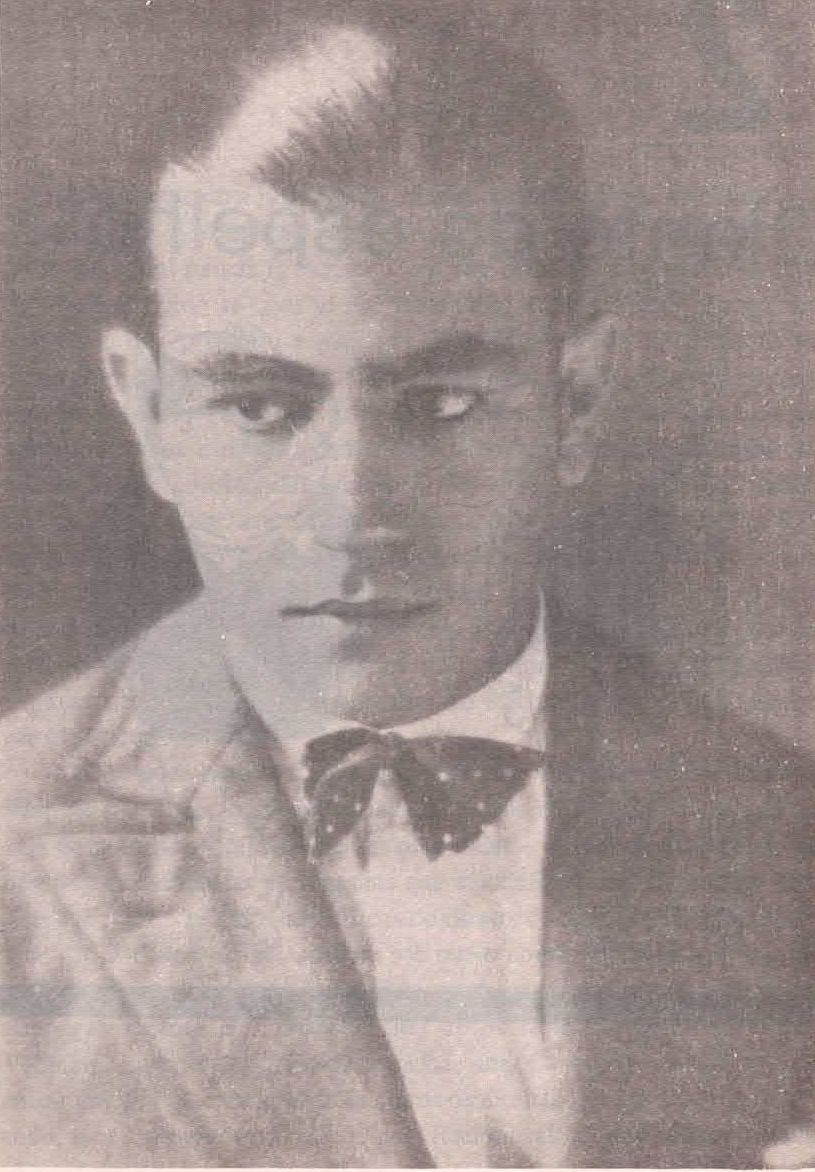
Erico Verissimo em Cruz Alta, aos 20 anos

Em 1927, Verissimo conheceu sua futura esposa, Mafalda Halfen Volpe, então com quinze anos, e os dois ficaram noivos em 1929. Nesse mesmo ano, Erico publicou seu primeiro texto: Chico: um Conto de Natal, na revista mensal "Cruz Alta em Revista". Em seguida, seu amigo Manuelito de Ornelas enviou os contos Ladrão de Gado e A Tragédia dum Homem Gordo à Revista do Globo. E o jornal Correio do Povo publicou o conto A Lâmpada Mágica.

### Década de 1930: ida a Porto Alegre e ascensão literária
Em uma manhã de outubro de 1930, Erico despediu-se de seu pai Sebastião, que engajado na Revolução de 1930, resolveu mudar-se para Santa Catarina. Foi a última vez que se viram.[carece de fontes?]
Desempregado após a falência de sua farmácia, em dezembro de 1930, Erico mudou-se para Porto Alegre, disposto a viver de seus escritos. Mafalda, sua noiva, permaneceu em Cruz Alta. Verissimo então foi contratado como secretário de redação da Revista do Globo e, em seu tempo livre, encontrava-se com intelectuais da época, como Mario Quintana e Augusto Meyer, no bar Antonello, no centro da capital. Em 1931, Erico regressa a Cruz Alta para se casar com Mafalda, e os dois passam a morar em Porto Alegre, onde Erico havia obtido certa estabilidade financeira.
Em 1933, Erico Verissimo traduziu o célebre livro Contraponto (Point Counter Point), de Aldous Huxley, e publicou seu primeiro romance: Clarissa, cujos sete mil exemplares foram vendidos em cinco anos. Seu segundo romance, Caminhos Cruzados, publicado em 1935, chegou a ser considerado subversivo pela Igreja Católica e pelo Departamento de Ordem Pública e Social, levando seu autor a ser interrogado pela polícia a respeito de sua orientação política.[carece de fontes?] Inspirado no Counterpoint de Aldous Huxley, o livro introduziu a técnica do contraponto na literatura brasileira, segundo alguns críticos. Essa técnica, importada da música, consiste em uma narrativa simultânea e fragmentada; várias histórias, ou fragmentos da vida, independentes entre si.

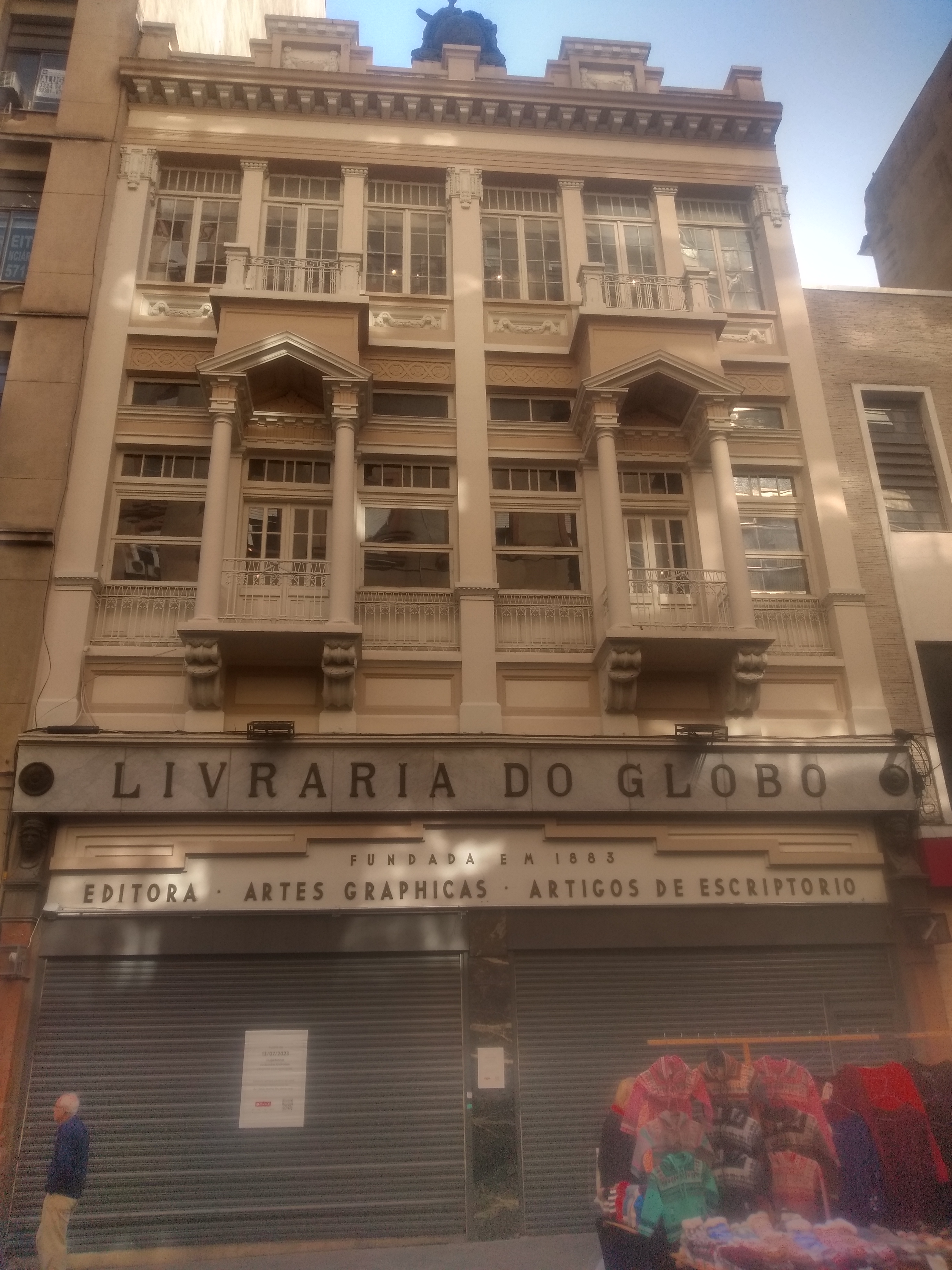
Prédio moderno da Livraria e Editora Globo em Porto Alegre, onde Erico trabalhou e publicou suas obras.

Depois de anos de casados, Erico e Mafalda finalmente tiveram sua primeira filha, Clarissa, nascida em 1935. O nome foi dado em homenagem à personagem de seu primeiro romance. Luis Fernando nasceu no ano seguinte. O casamento foi duradouro, e Erico escreveu mais tarde que, sem a paciência e o bom-senso da esposa, sua carreira de escritor teria sido impossível. No mesmo ano, Erico recebeu a notícia da morte de seu pai, vítima de um derrame. Morrera sozinho e na miséria.p. 258
Para complementar o orçamento da Revista do Globo, Verissimo começou a traduzir livros do inglês para o português. A primeira tradução foi da obra O Sineiro (The Ringer), de Edgar Wallace. Além de traduzir, passou a colaborar para as edições dominicais dos jornais Diário de Notícias e Correio do Povo. Promovido a diretor da Revista do Globo em 1932, Erico começou a indicar mais livros estrangeiros para tradução e publicação. No mesmo ano, ele publica sua obra de estreia, Fantoches, uma coletânea de contos, em sua maioria na forma de pequenas peças de teatro. Contudo, as vendas do livro não foram boas, e um incêndio destruiu o local onde estavam armazenados os exemplares restantes.[carece de fontes?]
Em 1936, Erico publicou dois romances que eram continuações de Clarissa: Música ao Longe, pelo qual ganhou o Prêmio Machado de Assis, e Um Lugar ao Sol. Além disso, criou, na Rádio Farroupilha, um programa infantil, O Clube dos Três Porquinhos, que saiu do ar quando o Estado Novo estava prestes a submetê-lo ao departamento de censura.[carece de fontes?]
Em 1938, Erico Verissimo publicou sua primeira obra de repercussão nacional e internacional, Olhai os Lírios do Campo, que foi traduzido do inglês ao indonésio.[carece de fontes?]
| “ | Posso afirmar que só depois do aparecimento de Olhai os Lírios do Campo é que pude fazer profissão da literatura. | ” |

Erico então assumiu a função de conselheiro literário da Editora Globo, selecionando, ao lado de Henrique Bertaso, mais escritores estrangeiros, como Thomas Mann, Virginia Woolf, Balzac, entre outros, para serem traduzidos e participando da criação das coleções Nobel e Biblioteca dos Séculos, que tiveram grande sucesso.[carece de fontes?]

### Década de 1940: viagens aos Estados Unidos e elaboração deO Tempo e o Vento

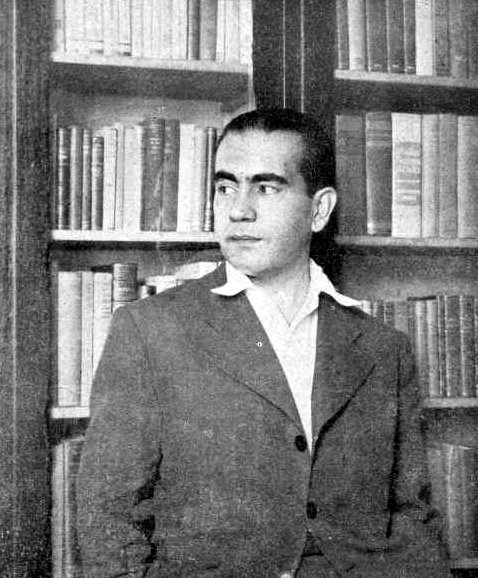
Erico em 1940

Em 1940, depois do sucesso de Olhai os Lírios do Campo, Erico Verissimo publicou Saga, considerado pelo próprio autor como seu pior romance.
Em 1941, Erico Verissimo morou por três meses nos Estados Unidos para proferir conferências, em uma estada financiada pelo Departamento de Estado como parte da Política da Boa Vizinhança do governo de Franklin Roosevelt. Erico escreveu um livro sobre essa viagem, intitulado Gato Preto em Campo de Neve (1941). De volta ao Brasil, ele presenciou um incidente real que o inspirou a escrever seu livro seguinte: em um passeio pela Rua da Praia com seu irmão, Erico testemunhou a queda de uma mulher do alto de um prédio. Dois anos depois, publicou o romance O Resto É Silêncio, cujo ponto de partida é o suicídio de uma mulher que se atira de um edifício. O livro recebeu fortes críticas do clero.
Em 1943, ele se mudou com a família para os Estados Unidos novamente, a convite do Departamento de Estado, desta vez para uma estada de dois anos, durante os quais ministrou aulas de Literatura Brasileira na Universidade da Califórnia em Berkeley. Sobre essa segunda viagem ao exterior, Erico escreveu A Volta do Gato Preto (1947).p. 276-278 Erico também aceitara o convite para trabalhar nos Estados Unidos porque estava descontente com o clima político no Brasil, que então vivia a euforia da ditadura de Getúlio Vargas.
Foi a partir 1947 que Erico Verissimo começou a escrever sua obra-prima, a trilogia O Tempo e o Vento. A ideia inicial do escritor era reunir duzentos anos da história do Rio Grande do Sul (1745 a 1945) em um único volume; todavia, no final, ele escreveu três volumes, totalizando 2,2 mil páginas. O primeiro volume, O Continente, foi publicado em 1949 e marca o momento mais importante da carreira de Verissimo. De O Continente saíram alguns personagens primordiais e bastante populares entre seus leitores, como Ana Terra e o Capitão Rodrigo Cambará.[carece de fontes?]
Encontra-se colaboração da sua autoria na revista luso-brasileira Atlântico.
Reputo a publicação da primeira parte de O Tempo e o Vento, em 1949, o acontecimento mais importante de minha carreira de escritor. Se o sucesso popular de Olhai os Lírios do Campo me havia tornado possível viver exclusivamnte do produto de meus livros, agora O Continente, além do êxito de suas vendas, alcançava também um succès d'estime. Teve excelente crítica.— pg. 301

### Década de 1950: desenvolvimento do seu magnum opus
Em 1950, na praia de Torres, Erico Verissimo começou a escrever o segundo volume de O Tempo e o Vento, intitulado O Retrato, publicado no ano seguinte. Foi descrito por Erico como literariamente inferior a O Continente. Em 1952, novamente em Torres, Erico tentou escrever o terceiro e último volume da trilogia, mas acabou publicando Noite em 1954, o qual fez mais sucesso no exterior. No mesmo ano, foi agraciado com o prêmio Machado de Assis, pela Academia Brasileira de Letras.
Entre 1953 e 1956, Erico voltou a residir nos Estados Unidos, para assumir a direção do Departamento de Assuntos Culturais da Organização dos Estados Americanos, em Washington. Neste cargo, sucedeu a Alceu Amoroso Lima. Nessa época, tentou de novo escrever a última parte de O Tempo e o Vento, sem sucesso. Antes de embarcar de volta ao Brasil, Erico recebeu a notícia de que sua filha estava noiva de um americano, David Jaffe. Clarissa e David deram três netos a Verissimo.[carece de fontes?]
Em 1957, em Porto Alegre, Erico tentou mais uma vez escrever o último volume de O Tempo e o Vento, chamado O Arquipélago, mas acabou dando início a México, narrando sua viagem àquele país. Outra tentativa de finalizar O Arquipélago ocorreu em janeiro de 1958, infrutífera. Em abril do mesmo ano, relatou ter sentido algum problema no coração.[carece de fontes?]

### Décadas de 1960 e 1970:O Arquipélagoe última fase da obra

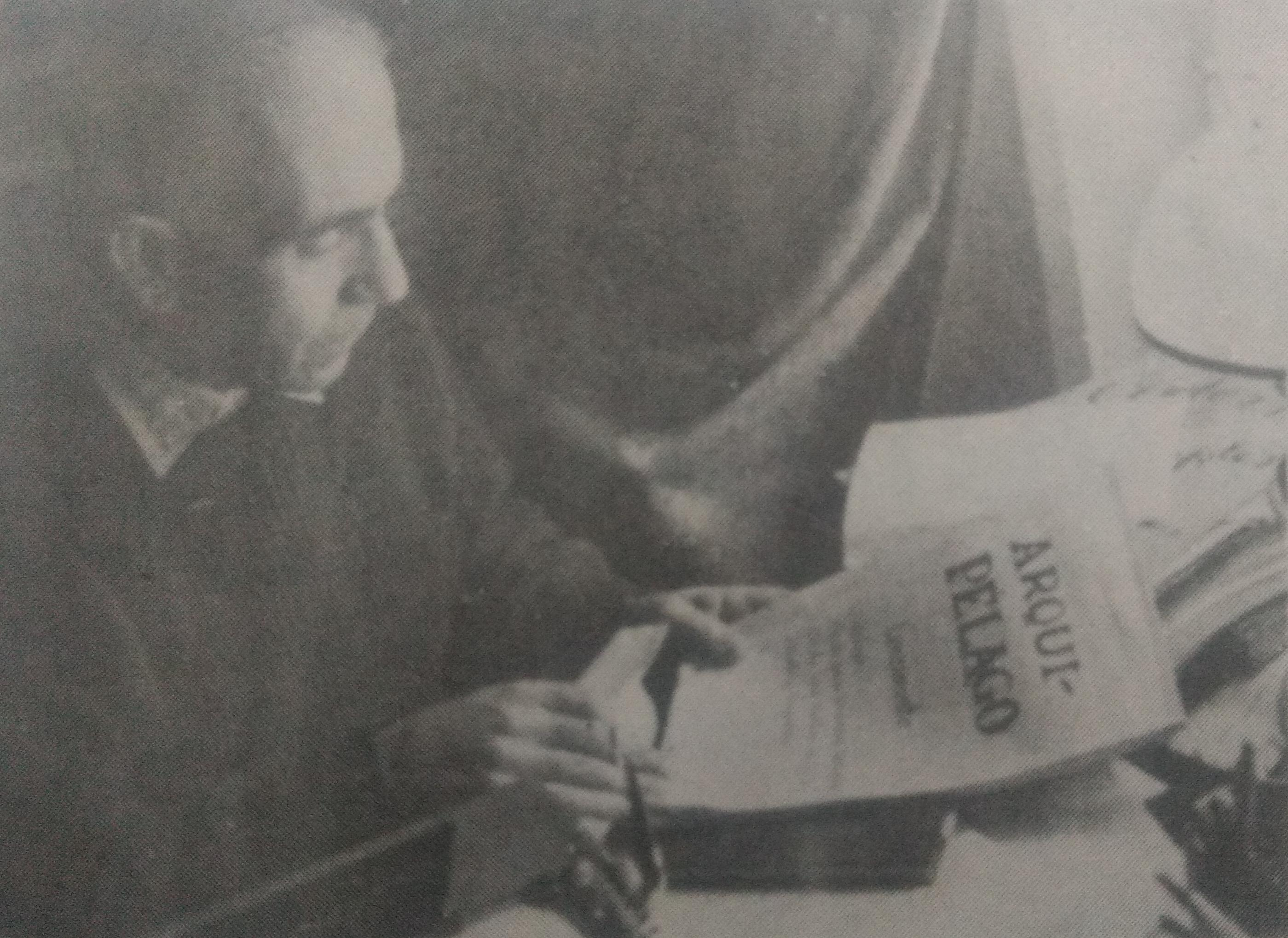
Erico Verissimo revisando O Arquipélago enquanto se recupera do infarto, em 1961

Em 1961, Erico sofreu seu primeiro infarto do miocárdio. Após um repouso absoluto, volta a trabalhar na obra O Arquipélago. Quando decide viajar à Grécia com a esposa em 1962, Erico entrega O Arquipélago pronto para ser publicado. No dia 12 de outubro de 1963, vítima de câncer de pulmão, faleceu a mãe de Erico, aos setenta e oito anos. No ano seguinte, Luis Fernando Verissimo, inesperadamente, casa-se com Lúcia Helena Massa, e eles também deram três netos a Veríssimo.[carece de fontes?]
Em 1965, Erico publicou o romance O Senhor Embaixador, no qual refletia sobre os descaminhos da América Latina. Ganhou então o Prêmio Jabuti, na categoria romance, da Câmara Brasileira de Livros. Publica sua autobiografia em 1966, O Escritor diante do Espelho, que é ampliada mais tarde.[carece de fontes?]
No romance Incidente em Antares, de 1971, Erico traçou um apanhado da história do Brasil desde os primeiros tempos e enveredou pelo fantástico, com uma rebelião de cadáveres durante uma greve de coveiros na fictícia cidade de Antares. Em 1972, na comemoração dos quarenta anos de lançamento de seu primeiro livro, Erico relançou Fantoches, com desenhos e notas de sua autoria.[carece de fontes?]
Em 1973, publica o primeiro volume de Solo de Clarineta, sua segunda e ampliada autobiografia. Em 28 de novembro de 1975, morre vítima de um infarto.

### Morte

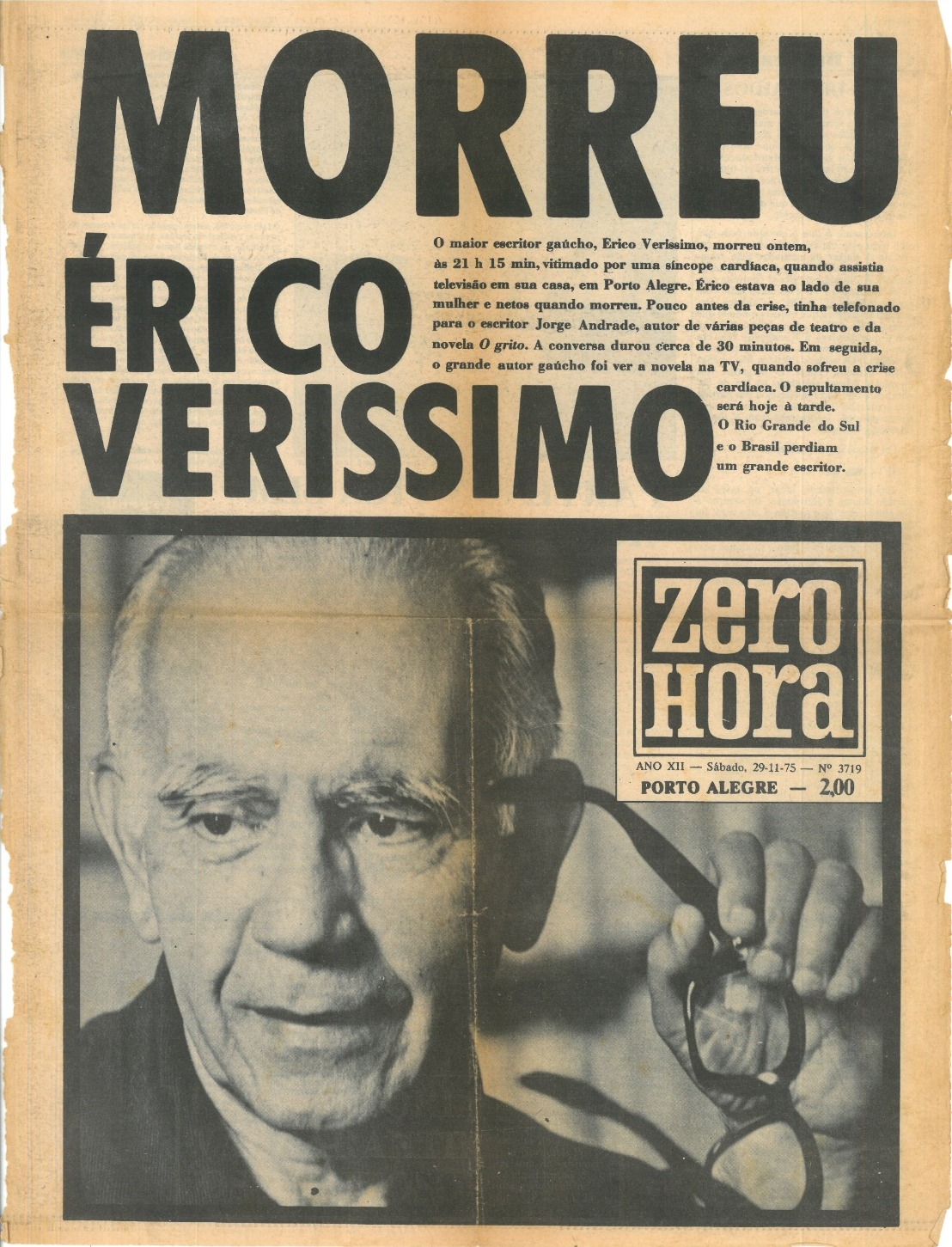
Capa da Zero Hora de 29 de novembro de 1975, anunciando a morte do escritor na noite anterior.

Em uma sexta-feira, dia 28 de novembro de 1975, aproximadamente às 21h15, Verissimo teve um infarto enquanto assistia televisão em sua casa em Petrópolis, bairro nobre de Porto Alegre. Pouco antes, havia conversado longamente por telefone com Jorge Andrade, autor de O Grito, novela das dez da Rede Globo à qual Erico pretendia assistir naquela noite.
Quando da sua morte, Erico trabalhava no segundo volume de sua autobiografia Solo de Clarineta, programada para ser uma trilogia. Segundo seu amigo Maurício Rosenblatt, ele havia escrito sobre a Espanha naquele dia e recém havia concluído o capítulo referente à sua viagem a Portugal. O segundo volume já contava cerca de duzentas páginas.
Erico não tinha pressa para concluir a obra. Ainda conforme seu amigo,
o amor à vida era maior que a literatura[...] Sentia que o trabalho diminuía sua vitalidade e procurava dosá-lo. Como sempre, todas as tardes, escrevia um pouquinho. As manhãs reservava para o tradicional passeio com dona Mafalda. Fazia quatro quilômetros a pé, como exercício, pelas ruas de Petrópolis.— Maurício Rosenblatt

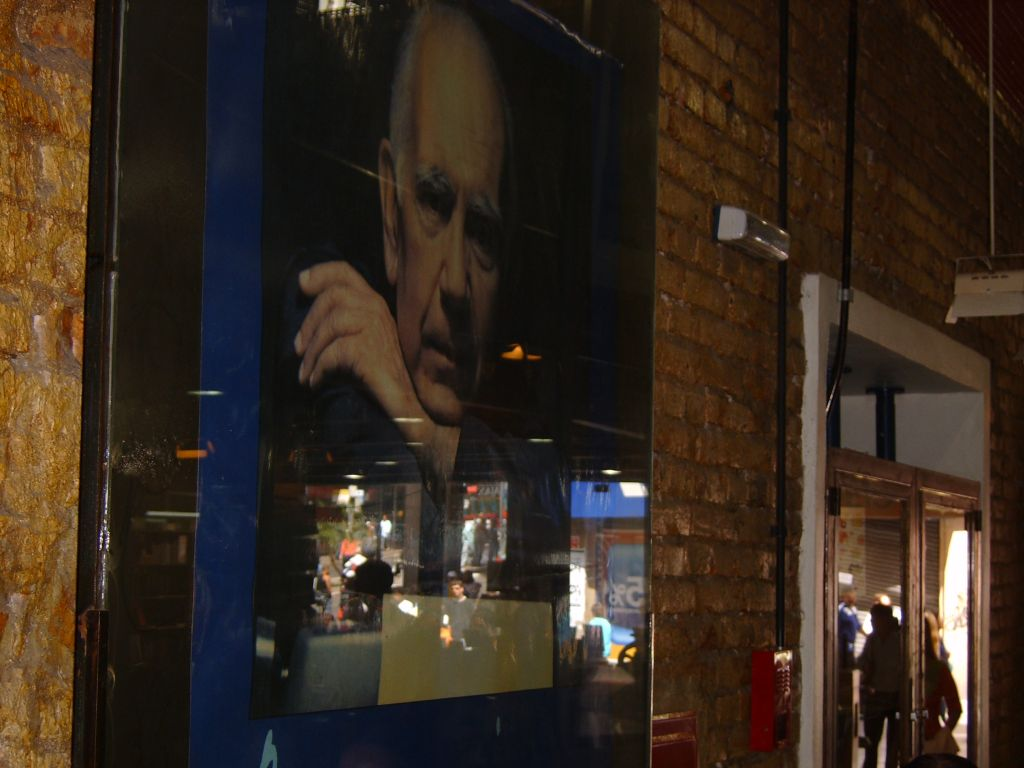
Pôster de Erico Verissimo em seus últimos anos.

No ano seguinte, o segundo volume foi publicado postumamente, sendo organizado por Flávio Loureiro Chaves.[carece de fontes?] Erico também deixou inacabado um romance que se chamaria A Hora do Sétimo Anjo. Em seu lar estavam presentes sua esposa, Mafalda, e seus seis netos. Logo em seguida chegaram amigos e parentes, e a casa em Petrópolis ficou cercada de curiosos. Na madrugada do dia seguinte, o corpo foi velado no salão nobre da Assembleia Legislativa do Rio Grande do Sul. Está sepultado no Cemitério São Miguel e Almas.
Por ocasião do falecimento de Erico, Carlos Drummond de Andrade publicou o poema A falta de Erico Verissimo.[carece de fontes?] O escritor Jorge Amado afirmou que "o Brasil perdeu seu principal romancista[...] Ele foi um dos maiores ficcionistas contemporâneos e sua obra engrandece qualquer um de nós. Quanto a mim, pessoalmente, perdi um irmão." Moacyr Scliar lembrou que Verissimo foi quem o estimulou a apreciar a literatura: "Eu comecei a gostar de literatura lendo os livros de Erico Verissimo. Particularmente, devo a ele um grande apoio", O prefeito de Cruz Alta, José Westphalen, decretou luto oficial de três dias.

## Fases da obra

### Primeira fase: o ciclo de Porto Alegre

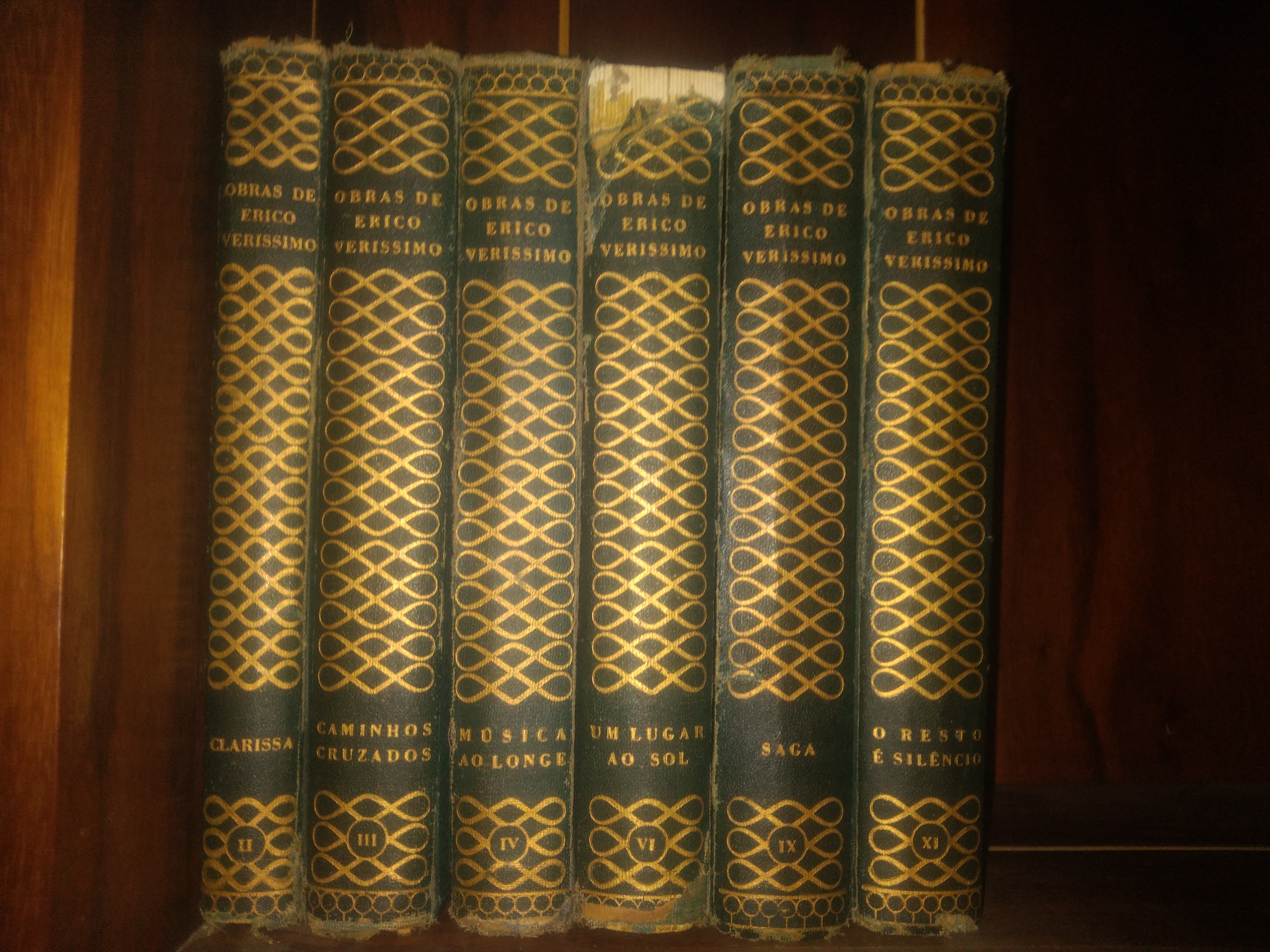
Alguns dos volumes da Obra Completa de Erico Verissimo, publicada pela Editora Globo

É possível distinguir três fases da obra do autor. A primeira engloba todos os romances anteriores a O Tempo e o Vento — Clarissa, Caminhos Cruzados, Música ao Longe, Um Lugar ao Sol, Saga e O Resto É Silêncio. Essa fase é caracterizada pelo registro da vida urbana da capital do estado em que o escritor nasceu, sendo por essa razão chamada de "ciclo de Porto Alegre". Nessas obras, é muito usada a estratégia do corte transversal na sociedade; isto é, uma fatia da vida é isolada e apresentada na obra literária. Todos os romances dessa fase estão ambientados nessa cidade (que na época contava 300 mil habitantes), explícita ou de modo subentendido, pois era onde o autor residia nessa fase de sua vida.
Essas primeiras obras não podem ser chamadas de regionalistas. Possuem um caráter mais universal, já que as situações descritas poderiam ter acontecido em qualquer grande cidade do Brasil (vale lembrar que Olhai os Lírios do Campo fez sucesso no país inteiro, e foi mais lido em São Paulo do que no Rio Grande do Sul). Conforme o próprio Erico:
Procurando analisar com imparcialidade os meus romances anteriores [a O Tempo e o Vento], eu percebia o quão pouco, na sua essência e na sua existência, eles tinham a ver com o Rio Grande do Sul. Tendiam para um cosmopolitismo sofisticado, que me levava a descrever a provincianíssima Porto Alegre de 1934 como uma metrópole tentacular e turbulenta que recendia a gasolina queimada e asfalto.[...]— Erico Verissimop.288

### Segunda fase:O Tempo e o Ventoe o amadurecimento literário
A segunda fase corresponde ao Tempo e o Vento. Caracteriza-se pelo amadurecimento de processos técnicos e estilísticos. Erico VerIssimo se consagra como um fiel retratista do povo gaúcho, de sua história e de seus costumes.

### Terceira fase: o lado sórdido da vida
A terceira fase, representada por seus últimos romances — O Prisioneiro, O Senhor Embaixador e Incidente em Antares — é marcada por uma postura de maior engajamento social e de uma abordagem de temáticas mais universais.
Erico se posiciona contra a violência. Na contracapa de O Prisioneiro, lê-se:
Por quê? Em nome de que ou de quem? É estúpido e criminoso arrancar um rapaz do convívio da família, da comunidade ou da universidade para atirá-lo numa guerra sórdida e insensata, em nome de mitos ou de fantasias geopolíticas. O otimista, um dos alegres inquilinos do meu ser, reagiu: Não seja mórbido! Daqui a nove anos, quando teu neto estiver em idade militar, esses problemas todos estarão resolvidos... Mas o pessimista que habita o meu sótão interior, replicou: Era exatamente isso que se dizia em 1950, durante a campanha da Coreia...— Erico Verissimo
Esse pessimismo denota um flagrante contraste com a fase inicial de sua obra, que, segundo o próprio autor, falhava em mostrar o lado sórdido da vida. Referindo-se a uma personagem do seu primeiro romance, o autor afirma:
Por mais ternura que me inspirasse a figura da menina Clarissa, relendo a sua estória eu não a achava satisfatória como literatura. A vida não era era apenas uma sucessão de cromos, de momentos de serena poesia doméstica. Tinha também o seu lado sombrio e sórdido ao qual o romancista não devia fechar os olhos ou virar as costas. Decidi usar nos futuros romances outros desenhos e outras tintas.— Erico Verissimo, Solo de Clarineta, p. 255

## Características literárias
Seu estilo é simples e despojado, atraindo assim a simpatia dos leitores e ganhando popularidade. Suas obras são centradas nem nas classes inferiores, nem na elite, mas na pequena burguesia urbana.p. ? Erico, em suas obras, faz um recorte da sociedade, em um estilo conhecido como "fatia da vida" (em inglês, slice of life); isto é, muitos romances não têm um início, meio e fim bem claros e definidos. Também não há, em geral, acontecimento muito extraordinários. O que é feito é capturar e congelar um pedaço do cotidiano, da vida em sociedade.
Deste modo, Erico Verissimo é um autor mais horizontal do que profundo, mais sociológico do que psicológico. Sua intenção é realizar um corte transversal na sociedade, com a finalidade de expor seu funcionamento, as relações entre indivíduos e grupos sociais, suas engrenagens.  De fato, com a exceção de Noite, todos os romances são pautados pelo destino de um grupo de pessoas, de um clã, de uma família, e não pelo destino individual. Tomando O Resto é Silêncio como exemplo, o crítico literário Antonio Candido afirma:
Como os outros, este romance tem uma grande riqueza em extensão, mas avança pouco em profundidade. Erico Verissimo é, de fato, um romancista horizontal, cujo valor reside na capacidade de organizar um feixe complexo de destinos humanos
no sentido da sua inter-relação, da sua projeção grupal – se me permitem. Porque a sua meta é, sem dúvida, apresentar as relações humanas— Antonio Candido

### Polifonia
A polifonia, em literatura, é um conceito desenvolvido pelo filósofo russo Mikhail Bakhtin. Emprestado da teoria musical, o termo se refere a um romance que contém uma pluralidade de vozes equipolentes, isto é, que têm o mesmo valor. Nenhuma das vozes se sobressai às demais. Não há alguém que dá a palavra final sobre os acontecimentos, não há um centro em torno do qual a narrativa gira. Segundo Bakhtin, o escritor russo Fiódor Dostoiévski foi quem inventou essa modalidade de romance.
Conforme essa definição, percebe-se a polifonia em diversas obras de Erico Verissimo, por exemplo, O Arquipélago, cujo protagonista é Floriano.
A importância que se dá a Floriano como romancista disposto a escrever a história de sua família seria um forte indício de que esse romance se encaixa totalmente nos moldes do romance monofônico ou tradicional, pois tal fato poderia levar o leitor a vê-lo como a ideologia dominante presente na obra. [...] Porém,  em  nenhum momento, Verissimo destaca esse discurso como o predominante na obra.— OLVEIRA, Márcio da Silva. «TRAÇOS DA POLIFONIA BAKHTINIANA NO ROMANCE  BRASILEIRO:  O TEMPO E O VENTO , DE ERICO VERISSIMO». Revista Eletrônica de Estudos Integrados em Discurso e Argumentação. Consultado em 11 de Outubro de 2023
Pode-se perceber que a voz de Floriano não é predominante devido à incerteza de suas reflexões, ao seu caráter hesitante. Muitas vezes, Floriano dialoga com outras personagens, e é refutado por elas, o que mostra que sua voz não predomina sobre a demais.
Outro exemplo de polifonia é a que se encontra no romance Clarissa, da primeira fase da obra do autor. Apesar de Clarissa ser a personagem principal, sua voz é apenas uma entre as outras. No trecho a seguir, o autor parece ter consciência do caráter polifônico de seu romance, o que mostra a intencionalidade de compor uma obra com esse traço.
O refeitório está cheio. [...] Vozes diferentes se cruzam e chocam no ar macio - vozes mansas, estridentes, sumidas, engasgadas, guturais, de mistura com o ruído de cadeiras que se arrastam, cristais e metais de retinem, tosses, pigarros. [...] [Clarissa] mal pode acompanhar as discussões, pois as palavras e os gestos se fundem.

Regenerar a repú... a vida... expulsos da Palestina... políticos profissionais... não admito! vestido de sêda azul... cinema... corrompidos.... insulto à crença cristã... que diz?... revolução...ordem...crise...rins...Greta Garbo... S. Pedro negou três vezes...[...]

### Erico Verissimo e outros romancistas de 30
Embora o autor seja enquadrado na segunda geração dos modernistas, marcada pelos romances regionalistas, a obra de Erico Verissimo não se restringe ao Rio Grande do Sul. De fato, a principal obra que tem essa característica regionalista é O Tempo e o Vento. As outras têm caráter mais universal, pois poderiam ter transcorrido em qualquer estado do Brasil, ou mesmo fora dele. Todavia, com a obra Incidente em Antares (1971), há um retorno temático ao Rio Grande do Sul. p. 23
Outros romancistas de 30 focaram suas narrativas ou nas elites decadentes ou nas camadas pobres da sociedade, tanto do campo como da cidade. Já Erico Verissimo deu foco à pequena burguesia urbana e seus dilemas. Ademais, enquanto a maioria dos outros escritores do mesmo período tinham um foco mais social, Erico soube equilibrar o foco no social e no psicológico, a crítica social e o intimismo. p. 7

## Recepção
Um dos maiores críticos de sua obra talvez seja o próprio Erico. Conforme explica em sua autobiografia:
O leitor deve estranhar a franqueza com que às vezes critico desfavoravelmente os meus próprios livros. Terá o direito de perguntar: "se via defeitos neles, por que os publicou?" Explicarei que na época em que os escrevia estava tomado dum estado de espírito comparável ao do homem apaixonado quando contempla o objeto de seu amor. Quantas namoradas tive na adolescência que me pareciam as criaturas mais belas e adoráveis do mundo? No entanto, passado o tempo e o amor, com olho neutro pude ver belas defeitos que não percebia antes, o que não impediu que elas continuassem a viver suas vidas individuais, como todo o direito de serem admiradas e até amadas por outro homens. O mesmo é válido no que diz respeito aos livros que escrevi com cálido entusiasmo e que hoje critico com a cabeça fria. Não posso, não devo negar-lhes o direito de continuarem a circular, pois no fim das contas terão pelo menos um valor histórico, documentos significativos para quem quiser um dia (há gente para tudo) estudar a vida e a obra deste contador de estórias— Solo de Clarineta, p. 277-278

### Traduções
A seguir estão os romances e contos que Erico Verissimo traduziu.
Romances
- O sineiro (The Ringer), de Edgar Wallace – 1931
- O círculo vermelho (The Crimson Circle), de Edgar Wallace – 1931
- A porta das sete chaves (The Door with Seven Locks), de Edgar Wallace – 1931
- O homem sinistro	(The sinister man), de Edgar Wallace - 1931
- O mistério da escada circular (The circular staircase), de Mary R. Rinehart - 1932
- Na pista do alfinete novo (The clue of the new pin), de Edgar Wallace - 1933
- Classe 1902 (Jahrgang 1902), de Ernst Glaeser – 1933
- A morte mora em Chicago (On the Spot: Violence and Murder in Chicago) de Edgar Wallace - 1934
- Contraponto (Point Counter Point), de Aldous Huxley – 1934
- A filha de Fu-Manchu, (Daughter of Fu Manchu) de Sax Rohmer - 1935
- A cobra amarela (The Yellow Snake), de Edgar Wallace - 1936
- E agora, seu moço? (Kleiner Mann - was nun?), de Hans Fallada – 1937
- Não estamos sós (We Are Not Alone), de James Hilton – 1940
- Adeus Mr. Chips (Goodbye Mr. Chips), de James Hilton – 1940
- Ratos e homens (Of Mice and Men), de John Steinbeck – 1940
- O retrato de Jennie (Portrait of Jennie), de Robert Nathan – 1942
- Mas não se mata cavalo? (They Shoot Horses, Don't They?), de Horace McCoy – 1947
- Maquiavel e a dama (Then and Now), de Somerset Maugham – 1948

Contos
- Psicologia (Psychology), de Katherine Mansfield – 1939 (Revista do Globo)
- Felicidade (Bliss), de Katherine Mansfield – 1940
- O meu primeiro baile (Her First Ball), de Katherine Mansfield – 1940 (Revista do Globo)

## Adaptações de obras

### Para o cinema
- Mirad los lirios del campo, Argentina – 1947
Baseado em Olhai os lírios do campo
Direção de Ernesto Arancibia
Roteiro: Túlio Demicheli.
Atores: Jose Olara e Mauricio Jouvert
- O sobrado, Brasil – 1956
Baseado em O tempo e o vento
Direção: Cassiano Gabus Mendes e Walter George Durst
Atores: Rosalina Granja Lima e Lima Duarte
- Um certo capitão Rodrigo, Brasil – 1970
Baseado em O tempo e o vento
Direção: Anselmo Duarte
Atores: Francisco di Franco e Newton Prado
- Ana Terra, Brasil – 1971
Baseado em O tempo e o vento
Direção: Durval Gomes Garcia
Atores: Rossana Ghessa e Geraldo Del Rey
- Noite, Brasil – 1985
Baseado em Noite
Direção: Gilberto Loureiro
Atores: Paulo César Pereio, Cristina Aché e Eduardo Tornaghi
- O Tempo e o Vento, Brasil - 2013
Baseado em O tempo e o vento
Direção: Jayme Monjardim
 Atores: Thiago Lacerda, Cléo Pires, Marjorie Estiano, Fernanda Montenegro

### Para a televisão
- O tempo e o vento, Brasil – 1967
Telenovela baseada no romance homônimo
Adaptação de Teixeira Filho
Direção: Dionísio Azevedo
Atores: Carlos Zara, Geórgia Gomide e outros
TV Excelsior
- Olhai os lírios do campo, Brasil – 1980
Telenovela baseada no romance homônimo
Adaptação de Geraldo Vietri
Direção: Herval Rossano
Atores: Cláudio Marzo, Nívea Maria, João Paulo Adour e outros
TV Globo
- O resto é silêncio, Brasil – 1982
Minissérie baseada no romance homônimo
Adaptação de Mário Prata
Direção: Arlindo Pereira
Atores: Carmem Monegal, Fernando Peixoto e outros
- Música ao longe, Brasil – 1982
Minissérie baseada no romance homônimo
Adaptação de Mário Prata
Direção: Edson Braga
Atores: Djenane Machado, Fausto Rocha e outros
TV Cultura
- O tempo e o vento, Brasil – 1985
Minissérie baseada no romance homônimo
Adaptação de Doc Comparato
Direção: Paulo José
Atores: Tarcísio Meira, Glória Pires e outros
TV Globo
- Incidente em Antares, Brasil – 1994
Minissérie baseada no romance homônimo
Adaptação de Charles Peixoto e Nelson Nadotti
Direção: Paulo José
Atores: Fernanda Montenegro, Paulo Betti, Marília Pêra e outros
TV Globo
- O resto é silêncio, Brasil - 2005
Em teledramaturgia especial da RBS TV Cinco vezes Erico.
Direção: Marcio Schoenardie
 Atores: Jairo de Andrade (Antônio Santiago), Cristina Kessler (Nora), Leonardo Barison (Roberto), Ida Celina (Lívia), Luciana Rossi (Joana Karewska), Nadya Mendes (Regina), Rodrigo Pessin (noivo), Marcelo Herrera (policial)
RBS TV

## Documentário sobre o autor
- Um contador de histórias - 1974
Curta-metragem com direção de David Neves e Fernando Sabino
Narração: Hugo Carvana

## Prêmios e títulos

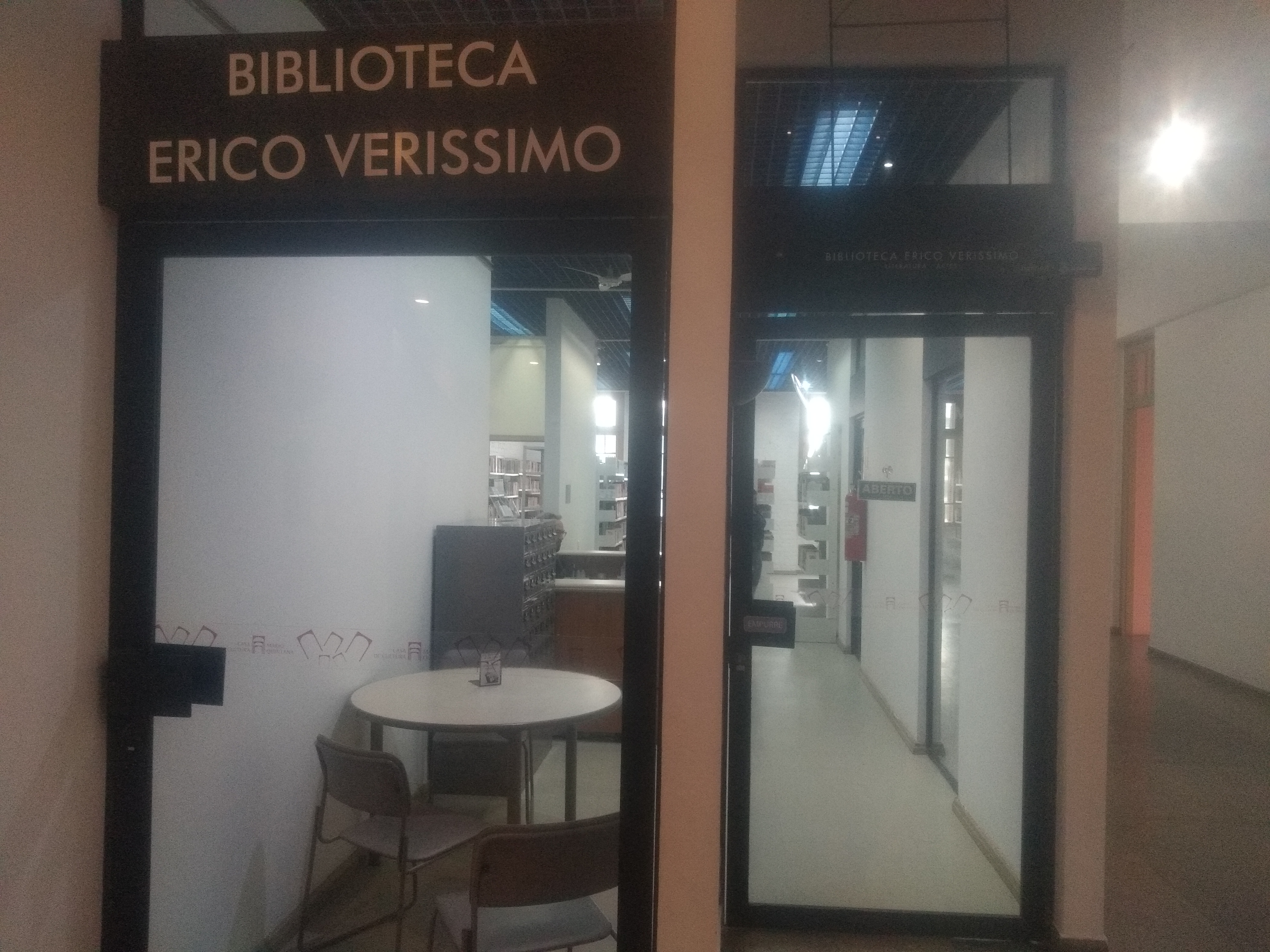
Biblioteca Erico Verissimo, em Porto Alegre, localizada na Casa de Cultura Mario Quintana

- Prêmio Machado de Assis, da Cia. Editora Nacional, em 1934, por Música ao longe
- Prêmio Fundação Graça Aranha por Caminhos cruzados
- Título Doutor Honoris Causa, em 1944, pelo Mills College, de Oakland, Califórnia, onde dava aulas de Literatura e História do Brasil
- Prêmio Machado de Assis, em 1954, concedido pela Academia Brasileira de Letras, pelo conjunto de sua obra
- Título de Cidadão de Porto Alegre, em 1964, conferido pela Câmara de Vereadores daquela cidade
- Prêmio Jabuti – Categoria Romance, da Câmara Brasileira de Livros, em 1965, pelo livro O senhor embaixador
- Prêmio Intelectual do Ano (Troféu Juca Pato), em 1968, concedido pela Folha de S.Paulo e pela União Brasileira de Escritores
- Grã-Cruz suplementar da Ordem de Rio Branco, concedida pelo presidente Luiz Inácio Lula da Silva em 2005[21] (póstumo)